# Elvenar
Elvenar ist ein Browser-basiertes Aufbauspiel, das von InnoGames entwickelt und im Januar 2015 veröffentlicht wurde.

## Spiel
Elvenar ist ein Echtzeit-Strategiespiel mit dem Ziel, ein Dorf durch verschiedene Stufen (derzeit von Stufe I bis Stufe XXIII) auszubauen. Insgesamt gibt es 21 verschiedene Sprachversionen. Außerdem läuft ein Beta-Server parallel zu den normalen Sprachversionen, der als erster Server von Elvenar gestartet wurde. Jede Sprachversion bietet mehrere unabhängige Welten, deren Anzahl von der Anzahl der Spieler der jeweiligen Sprachversion abhängt. Ein Spieler kann in einer oder mehreren Welten spielen.

### Völker
Nach der Registrierung in einer Welt muss sich der Spieler für ein Volk entscheiden: Elfen oder Menschen. Die mystischen Elfen verfügen über mächtige Magie, die sich in ihren Kreaturen und Gebäuden widerspiegelt, die Menschen hingegen habe eine starke Verbindung zu mittelalterlichen Waffen. Weitere Unterschiede liegen im Aussehen der Gebäude.

### Gebäude und Straßen
Danach hilft ein Tutorial bei der Errichtung der Baumeisterhütte, der ersten Wohngebäude, die Münzen liefern, und der Werkstätten, die Vorräte produzieren. Zu Beginn stehen nur zwei Baumeister zur Verfügung, sodass immer nur zwei Gebäude gleichzeitig errichtet werden können. Im weiteren Verlauf können ein Marktplatz für den Handel mit anderen Spielern, eine Kaserne und ein Trainingsgelände errichtet werden. Insgesamt gibt es in Elvenar zehn Arten von Gebäuden, wobei der Dreh- und Angelpunkt das Hauptgebäude ist. Es fungiert unter anderem als wichtigste Lagerstätte für Rohstoffe. Die meisten Gebäude müssen durch eine Straße mit dem Hauptgebäude verbunden sein. Dafür gibt es beispielsweise einen simplen Trampelpfad oder einfachen Weg. Auch hier gilt: je besser die Straße, desto mehr Kultur entwickelt sich zusätzlich. Durch kulturelle Gebäude lässt sich die Zufriedenheit der Bewohner und damit deren Produktivität steigern. Fast jedes Gebäude lässt sich mehrfach verbessern und optisch verändern, um seine Produktivität zu steigern und es noch schöner aussehen zu lassen.

### Forschung
Jede Stunde erhält man einen Forschungspunkt, um im Forschungsbaum neue Gebäude freizuschalten. Am Anfang reichen Münzen und Vorräte für den Gebäudebau aus. Im weiteren Verlauf müssen Manufakturen errichtet werden, um Standardgüter wie Marmor, Stahl und Holz zu produzieren. Durch die Erforschung der Magischen Akademie können aus Relikten, die man z. B. bei der Eroberung von Provinzen erhält, Zaubergegenstände oder kulturelle Gebäude hergestellt werden.

### Gilden
Durch den Beitritt zu einer Gilde ist ein Handel mit Gütern ohne Zuschlag möglich. Außerdem kann man dadurch an Turnieren oder an der Eroberung des Turms der Ewigkeit teilnehmen. Anders als zum Beispiel bei Die Stämme und Forge of Empires gibt es keine Kämpfe zwischen Spielern (PvP) und auch nicht zwischen Gilden (GvG).

### Provinzen
Auf einer Weltkarte können Provinzen erkundet werden. In jeder Provinz gibt es acht Begegnungen, bei denen man verschiedene Menschen und Charaktere trifft, die versuchen, ihre Relikte zu tauschen. Verhandeln ist nicht die einzige Möglichkeit, um an diese Belohnungen zu kommen. Die Eroberung der Provinzen kann ebenfalls durch Kämpfe erfolgen. Dadurch erhält man Kontakt zu anderen Mitspielern, Forschungspunkte und andere Belohnungen. Gildenmitgliedern und Spielern, mit denen man Kontakte hatte, kann man helfen. Dafür wird man mit Münzen usw. belohnt. Der begrenzte Bauplatz, der für das Spiel zur Verfügung steht, lässt sich durch Forschung oder durch Eroberung einer bestimmten Anzahl von Provinzen erweitern. Für das Erreichen einer neuen Stufe im Forschungsbaum ist auch die Eroberung einer bestimmten Anzahl von Provinzen eine Voraussetzung.

### Ranglistenpunkte
Für viele Aktionen (Errichten oder Ausbauen von Gebäuden, Siege in Turnieren, Fortschritt im Turm der Ewigkeit und so weiter) werden Ranglistenpunkte vergeben.

### Events
Regelmäßig finden verschiedene Events statt, bei denen besondere Aufgaben zu erfüllen sind, um spezielle Preise zu gewinnen. Hauptpreis ist in der Regel ein Gebäude, das Münzen, Vorräte, Forschungspunkte oder Güter produziert. Häufig sind die Events an die Jahreszeiten geknüpft, so gibt es Oster-, Sommer-, Herbst und Winter-Events.

### Ziele des Spiels
Das Spiel besteht im Wesentlichen darin, eine Stadt zu bauen. Herausforderungen sind die Anordnung und das Verhältnis der verschiedenen Gebäude, um die nötigen Güter zu produzieren oder zu erhandeln, die den Fortschritt im Forschungsbaum und den weiteren Ausbau der Stadt erlauben. Das Spiel kann mit verschiedenen untereinander kombinierbaren Zielen gespielt werden:
- eine große oder besonders schöne Stadt bauen
- im Forschungsbaum fortschreiten und die unterschiedlichen Herausforderungen der verschiedenen Gast-Rassen (z. B. Zwerge, Feen, Orks) meistern
- mit einer Gilde gemeinsam an wöchentlichen Turnieren und sporadischen Gildenabenteuern teilnehmen

### Hilfe
Bei Fragen oder Problemen mit dem Spiel kann man sich Unterstützung im Forum oder im Elvenar-Wiki suchen. Ebenfalls bietet die Spieleseite einen FAQ und einen Kundensupport an.

## Finanzierung
Elvenar ist ein Free-to-play-Spiel. Im spielinternen Shop gibt es Diamanten als Premiumwährung, die man mit Echtgeld erwerben kann. Durch sie kann man spezielle Gebäude (aus-)bauen sowie den Spielfortschritt beschleunigen.

## Auszeichnung
Netzsieger: 2. Platz in der Kategorie Aufbauspiele